# 리오 그란데 (영화)

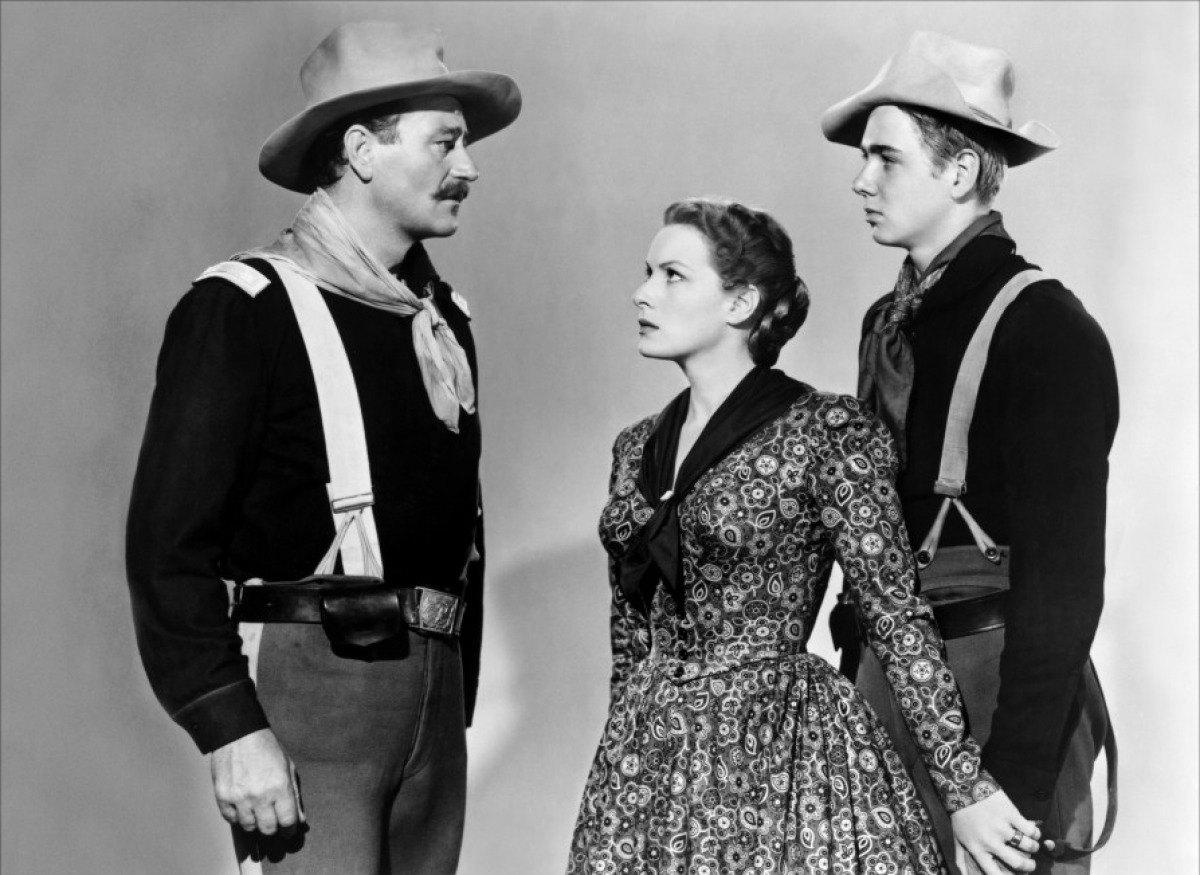

《리오 그란데》(영어: Rio Grande)는 1950년 개봉한 미국의 서부 영화로, 존 포드가 감독을 맡았으며, 제임스 와너 벨라(James Warner Bellah)의 소설 Mission With No Record가 영화의 원작이다. 영화 《아파치요새》, 《황색 리본을 한 여자》와 함께 존 포드의 "기병 삼부작" 중 하나로, 그 중 마지막 작품이다.
존 웨인과 모린 오하라가 공동주연을 맡은 첫 번째 작품이기도 하다.

## 출연
- 존 웨인 - 커비
- 모린 오하라 - 커비 부인
- 클로드 자먼 주니어 - 제프
- 벤 존슨 - 타이리
- 해리 커리 쥬니어 - 샌디
- 칠 윌스 - 월킨스

## 기타
- 원작자: 제임스 워너 벨라
- 미술: 프랭크 호털링

## 한국판 성우진(KBS)
- 김성겸 - 커비(존 웨인)
- 손정아 - 커비 부인(모린 오하라)
- 노민 - 퀸캐넌(빅터 매클래글렌)
- 김일 - 제프(클로드 자먼 주니어)
- 안종국 - 월킨스(칠 윌스)
- 유민석 - 셰리던 장군(J. 캐롤 나이쉬)
- 김새영 - 하인즈(프레드 케네디) / 연방보안관(그랜트 위더스)
- 홍영란 - 메리(카롤린 그림스)
- 유제상 - 프레스컷(스티브 펜들튼)
- 이재용 - 타이리(벤 존슨)
- 서광재 - 샌디(해리 커리 쥬니어) / 중위(알베르토 모린)
- 서윤석 - 자크(피터 오르티즈)